# OT2006
OT2006 staat voor Overheidstelecommunicatie 2006, een programma dat overheidsbrede Europese aanbestedingen heeft verzorgd van telefonie- en datacommunicatiediensten. Door OT2006 kregen overheidsorganisaties de mogelijkheid om gezamenlijk aan te besteden. Dat heeft aanzienlijk goedkopere diensten van een hogere kwaliteit op opgeleverd. OT2006 is te beschouwen als een van de voorlopers op het gebied van overheidsbrede Europese aanbestedingen, zeker als het om telecommunicatie gaat.

## Aanbestedingen
Het programma OT2006 heeft in de periode 2006-2008 voor de meeste rijksoverheden en een groot aantal andere overheidsorganisaties de volgende Europese aanbestedingen op het gebied van telecommunicatie verzorgd:
- Vaste, Mobiele en Vast-Mobiele telefonie
- Vaste datacommunicatie
- Centrales (telefonie)
- Consumenten telewerk aansluitingen
- Mobiele datacommunicatie

## Besparing
Alle aanbestedingen zullen aan het eind van de looptijd van de raamovereenkomsten naar schatting 150 miljoen euro besparing opgeleverd hebben:
- door het grote volume van de aanbestedingen kan de overheid lagere prijzen bedingen. Die prijzen worden gedurende de looptijd van de overeenkomsten marktconform gehouden;
- de overheid bespaart ook op de aanbestedingskosten zelf, omdat er in plaats van vele, slechts één (complexe) Europese aanbesteding nodig is.

Bij de aanbesteding van datacommunicatiediensten was de coördinatie en bundeling van datanetwerken een belangrijk streven. Hierdoor kunnen overheidsorganisaties hun infrastructuur voor telecommunicatie veel efficiënter gaan gebruiken. Telefonie en datacommunicatie (onder andere door Voice over IP-toepassingen) kunnen over dezelfde kabel lopen. En overheden kunnen daarnaast meer van elkaars netwerken gebruikmaken. Op de langere termijn levert OT2006 daardoor ook besparingen op.  

## Kwaliteit
Naast besparingen hebben de gezamenlijke aanbestedingen ook de mogelijkheid geboden om meer kwaliteit en functionaliteit uit te  vragen. En ook die kwaliteit en functionaliteit blijft gedurende de looptijd van de raamovereenkomsten actueel. Efficiënter gebruik van de infrastructuur voor telecommunicatie verbetert ook de kwaliteit van de overheid als geheel. Uitwisseling van informatie en communicatie kunnen met de gezamenlijke aanbestedingen op een hoger niveau komen. Dat geldt zowel voor de overheid zelf als voor de relatie tussen overheid en de rest van de maatschappij.
In mei 2008 is OT2006 bekroond met de ICT Aanbestedings Award.